# Mixxx
Mixxx è un software libero per DJ.
È multipiattaforma e supporta i formati di file audio più comuni. Mixxx può essere controllato con controller MIDI, console USB e dischi in vinile con timecode oltre a tastiere e mouse per computer. 

## Descrizione
Mixxx è un'applicazione di DJ Automation e digital DJ performance e include molte delle funzionalità comuni ai programmi per DJ e alcune uniche: supporta nativamente controller MIDI e controller DJ avanzati, è dotata di licenza libera GPL (v2.0 o successiva) e funziona su tutti i principali sistemi operativi desktop. Il progetto è iniziato all'inizio del 2001 per una tesi di dottorato come uno dei primi sistemi di DJing digitale.
Le versioni più recenti supportano il mixaggio armonico e il beatmatching, sia manualmente che automaticamente.

### File supportati
Mixxx può leggere i formati audio più diffusi, tra cui MP3, Vorbis, Opus, AIFF e FLAC. La versione 1.8 introduce un sistema a plugin per poter leggere altri formati, compresi quelli con vincoli di brevetto i cui decodificatori non possono essere legalmente distribuiti in forma binaria con Mixxx, come Advanced Audio Coding (AAC). Eventuali plugin vengono caricati automaticamente in fase di esecuzione, se presenti. Mixxx può anche riprodurre i file modulo quando compilato con il parametro modplug=1. 

### Hardware
Mixxx può utilizzare qualsiasi scheda audio supportata dal sistema operativo. Mixxx supporta varie API software per l'utilizzo di schede audio su diversi sistemi operativi come ASIO, WASAPI e DirectSound su Windows; OSS, ALSA e JACK su Linux; e CoreAudio su Mac OS X, tutti via PortAudio . 
Per il controllo hardware esterno, Mixxx può supportare qualsiasi tipo di controller MIDI o controller HID a patto che ci sia una mappatura per interpretare i segnali del controller. In ogni caso Mixxx include già mappature per molti controller DJ e gli utenti possono creare le proprie mappature. È l'unico software per DJ in grado di utilizzare un linguaggio di programmazione completo, JavaScript, per la creazione di mappature con interazione e feedback avanzati del controller.
È possibile controllare Mixxx tramite giradischi e CDJ con il sistema timecode (basato sul software xwax).